# Marpesia livius
Espèce
Marpesia livius est une espèce américaine de lépidoptères (papillons) de la famille des Nymphalidae et de la sous-famille des Limenitidinae.

## Nom vernaculaire
Marpesia livius est appelée Brown-banded Daggerwing en anglais.

## Description
L'imago de Marpesia livius est un papillon d'une envergure de 55 à 60 mm, aux ailes antérieures à bord costal bossu, bord externe concave et festonné et ailes postérieures festonnées portant chacune une longue queue.
Le dessus est marron foncé ou rouge orangé à rayures noires parallèles aux bords externes des ailes.
Le revers est blanc nacré finement rayé d'ocre.

## Distribution géographique et sous-espèces
On recense deux sous-espèces, :
- Marpesia livius livius (Kirby, 1871) — en Équateur.
- Marpesia livius alcibiades (Staudinger, 1876) — au Mexique, au Costa Rica et au Panama.

## Taxonomie
L'espèce aujourd'hui appelée Marpesia livius a été décrite par l'entomologiste britannique William Forsell Kirby en 1871 sous le nom initial de Megalura livius,.

### Publication originale
- Kirby, W. F. (William Forsell), 1844-1912, A synonymic catalogue of diurnal Lepidoptera (œuvre littéraire), Inconnu, Londres, 1871, [lire en ligne].